# Quintus Fabius Maximus Gurges (consul en -292)
Pour les articles homonymes, voir Fabius Maximus.
Quintus Fabius Maximus Gurges (v. 320 / v.270 av. J.-C.) est un consul romain en 292 et 276 av. J.-C.

## Biographie
Son surnom Gurges signifie « le Gouffre ». Fils de l'illustre Quintus Fabius Maximus Rullianus, plusieurs fois consul, il a une jeunesse assez brouillonne.
En 295 av. J.-C., en tant qu'édile, il inflige de fortes amendes aux matrones pour leur inconduite, sommes qui servent à la fondation du temple de Venus Obsequens,.
En 292 av. J.-C., il est consul. Son vieux père lui donne une leçon sur la préséance d'un magistrat romain sur tout homme, fut-il son père : croisant à cheval le cortège consulaire, il attend que son fils rappelle à son licteur de lui ordonner de mettre pied à terre, en marque de respect devant le consul. Fabius Gurges perdit des batailles contre les Samnites à nouveau révoltés. Il faillit même être destitué de sa magistrature si son père n’était pas intervenu. Conseillé ensuite par son père plus expérimenté sur la conduite de la guerre,, il met en échec les derniers combattants samnites et capture le vieux général Caius Pontius puis le ramene à Rome comme captif pour son triomphe, célébré l'année suivante.
Consul à nouveau en 276 av. J.-C., il doit faire face à des épidémies de peste importantes à Rome. En Italie du sud, Pyrrhus est passé en Sicile, les Romains en profitent pour reprendre le contrôle du terrain perdu. Fabius combat les Samnites, les Lucaniens et les Bruttiens, et obtient un nouveau triomphe.
En 273 av. J.-C., il participe en compagnie de Quintus Ogulnius Gallus et Numerius Fabius Pictor à une ambassade auprès du roi d’Égypte Ptolémée II, parent et soutien de Pyrrhus dont Rome craignait l’intervention en Italie du sud. À leur retour, ils firent rapport au Sénat de leur mission, et donnèrent au trésor public tous les cadeaux que Ptolémée leur avait offerts à titre personnel. Le Sénat repoussa ce geste vertueux, et leur permit de conserver ces cadeaux comme récompense de leur mérite.
D'après Pline l'Ancien, Fabius Gurges fut princeps senatus, comme le furent son père et son grand-père.